# Erishum Ier
Erishum Ier, roi (ishshiaku,gouverneur) du royaume Assur de la période paléo-assyrienne (1890 av. J.-C.-1851 av. J.-C.).
Fils et successeur de Ilu-Suma, les textes mentionnent des travaux de construction au temple d'Assur durant son règne. Il abolit un certain nombre de taxes et monopoles anciens – ce qui augmenta les ressources de l'État – et commença à commercer avec la Cappadoce qui allait plus tard évoluer en royaume.
Son fils Ikunum lui succéda.

## Sources
- Federico Lara Peinado, Diccionario Biográfico del Mundo Antiguo: Egipto y Próximo Oriente, Editorial Aldebarán (1998),  (ISBN 84-88676-42-5)

- (es) Cet article est partiellement ou en totalité issu de l’article de Wikipédia en espagnol intitulé « Erishum I » (voir la liste des auteurs).